# Love,needing
「Love,needing」（ラブ・ニーディング）は、2005年1月26日に発売された、日本の女性歌手・倉木麻衣の19作目のシングル曲。CDコードはGZCA-4020。

## 概要
- 初のセルフプロデュース作品となった。
- カップリング曲の「明日へ架ける橋 〜ballad ver.〜」は2004年の『第55回NHK紅白歌合戦』で歌われた。
- 本作は編曲者に、倉木としては初であるthe★tambourinesの麻井寛史を起用している。
- シングルはそれまで全て薄型のマキシケースであったが、本作は初めてジュエルケースが使われた。

## 収録曲
1. Love,needing (3:19)
  - 作詞：倉木麻衣、作曲：大野愛果、編曲：麻井寛史
2. Moon serenade,Moonlight (4:31)
  - 作詞：倉木麻衣、作曲・編曲：徳永暁人
3. 明日へ架ける橋 〜ballad ver.〜 (3:50)
  - 作詞：倉木麻衣、作曲・編曲：徳永暁人

18thシングルのバラードバージョン

## 参加ミュージシャン
- 倉木麻衣：コーラス（#1,2）
- SATIN DOLL：コーラス（#3）

## 収録アルバム
- FUSE OF LOVE（#1）